# 古傑爾梅斯
43°21′N 46°06′E / 43.350°N 46.100°E
古傑爾梅斯（俄语：Гудерме́с）是俄羅斯車臣共和國東部的一個城市，位於孫扎河畔，距首府格羅茲尼36公里。2002年人口33,756人，是共和國第四大城市。
1941年建市。有鐵路連接巴庫、阿斯特拉罕、頓河畔羅斯托夫和莫茲多克。